# Коченятино (платформа)
Коченя́тино — железнодорожная платформа Ярославского региона Северной железной дороги, находящаяся в деревне Коченятино Ярославского района Ярославской области.
Платформа открыта в 1904 году. Состоит из двух низких боковых платформ, соединённых настилом через пути. В средней части над западной платформой установлен навес.
Поезда дальнего следования на платформе не останавливаются. В сутки через платформу проходит около 15 пар поездов в дальнем следовании.
Время движения от Ярославля-Главного — около 31 минут, от станции Данилов — около 1 часа 2 минут.

## Пригородное сообщение по платформе
| № поезда   | Маршрут движения                        | № поезда  | Маршрут движения                        |
| ---------- | --------------------------------------- | --------- | --------------------------------------- |
| 6225/6226  | Данилов — Телищево                      | 6227/6228 | Телищево — Данилов                      |
| 6214       | Ярославль-Главный — Данилов             | 6215      | Данилов — Ярославль-Главный             |
| 6217       | Данилов — Ярославль (Московский вокзал) | 6220      | Ярославль (Московский вокзал) — Данилов |
| 6219 летн. | Данилов — Ярославль-Главный             |           |                                         |
| 6221       | Данилов — Ярославль (Московский вокзал) | 6224      | Ярославль (Московский вокзал) — Данилов |